# Tethyidae
Famille
Les Tethyidés ou Tethyidae forment une famille de spongiaires de l'ordre Tethyida.

## Liste des genres
Selon World Register of Marine Species (7 octobre 2013) :
- genre Anthotethya Sarà & Sarà, 2002
- genre Burtonitethya Sarà, 1994
- genre Columnitis Schmidt, 1870
- genre Halicometes Topsent, 1898
- genre Laxotethya Sarà & Sarà, 2002
- genre Nucleotethya Sarà & Bavestrello, 1996
- genre Oxytethya Sarà & Sarà, 2002
- genre Stellitethya Sarà, 1994
- genre Tectitethya Sarà, 1994
- genre Tethya Lamarck, 1815
- genre Tethyastra Sarà, 2002
- genre Tethycometes Sarà, 1994
- genre Tethytimea de Laubenfels, 1936
- genre Xenospongia Gray, 1858